# Costa de Marfil en los Juegos Olímpicos de la Juventud 2018

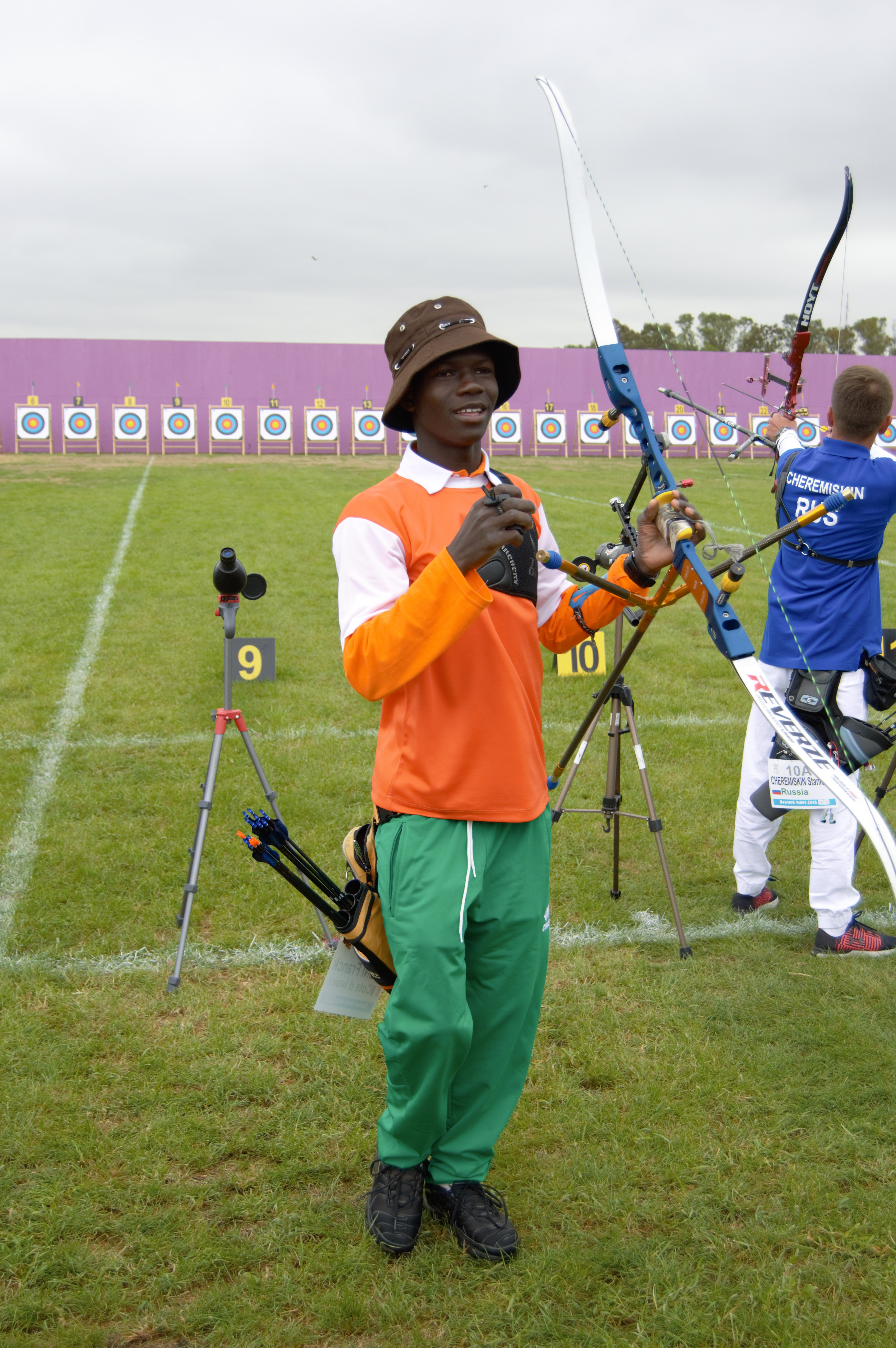
Primer Día de Arquería

Costa de Marfil participó en los Juegos Olímpicos de la Juventud 2018 en Buenos Aires, Argentina, celebrados entre el 6 y el 18 de octubre de 2018. Su delegación estuvo conformada por tres atletas en tres disciplinas. No obtuvo medallas en las justas.

## Medallero
| Presea        | Medalla de oro | Medalla de plata | Medalla de bronce | Total |
| ------------- | -------------- | ---------------- | ----------------- | ----- |
| TOTAL OFICIAL | 0              | 0                | 0                 | 0     |

## Disciplinas

### Atletismo
Costa de Marfil clasificó a un atleta en esta disciplina.
Masculino
Eventos de Pista
| Atleta               | Evento     | Serie 1 | Serie 1 | Serie 2 | Serie 2 | Total   | Total  |
| Atleta               | Evento     | Tiempo  | Puesto  | Tiempo  | Puesto  | Tiempo  | Puesto |
| -------------------- | ---------- | ------- | ------- | ------- | ------- | ------- | ------ |
| Gnanzou Desire Kodjo | 400 Metros | 50.47   | 13      | 51.11   | 17      | 1:41.58 | 16     |

### Taekwondo
Costa de Marfil clasificó a una atleta en esta disciplina.
Femenino
| Atleta     | Evento     | Ronda de 16            | Cuartos de final   | Semifinal          | Final              | Final     |
| Atleta     | Evento     | Oponente Resultado     | Oponente Resultado | Oponente Resultado | Oponente Resultado | Puesto    |
| ---------- | ---------- | ---------------------- | ------------------ | ------------------ | ------------------ | --------- |
| Koumba Ibo | Hasta 63Kg | Stolbova (CZE) P 16-27 | No avanzó          | No avanzó          | No avanzó          | No avanzó |

### Tiro con arco
Costa de Marfil clasificó a un tirador en esta disciplina.
Masculino
| Atleta       | Evento     | Ronda clasificatoria | Ronda clasificatoria | Dieciseisavos      | Cuartos de final   | Semifinales        | Final / BM         | Final / BM |
| Atleta       | Evento     | Score                | Seed                 | Oponente Resultado | Oponente Resultado | Oponente Resultado | Oponente Resultado | Puesto     |
| ------------ | ---------- | -------------------- | -------------------- | ------------------ | ------------------ | ------------------ | ------------------ | ---------- |
| Franck Eyeni | Individual | 658                  | 20                   | Cadena (COL) P 4-6 | No avanzó          | No avanzó          | No avanzó          | No avanzó  |